# عبد الله عمر
عبد الله عمر إسماعيل (مواليد 1 يناير 1987 في انجمينا، تشاد) لاعب كرة قدم بحريني الجنسية تشادي المولد يلعب حاليا لصالح نادي الدرجة الأولى المحرق البحريني في مركز الظهير الأيمن من 2016 كما يجيد اللعب في مركزي الوسط والجناح الأيمن.

## السيرة الذاتية
ترعرع عبد الله في جدة بالسعودية وكان يلعب مع فريق الحرمين في حواري جدة في ملعب الصخرة.

## الإنجازات

### المحرق
- الدرجة الأولى (4): 2007، 2008، 2009، 2015
- كأس ملك البحرين (2): 2008، 2009
- كأس ولي العهد (3): 2007، 2008، 2009
- كأس الاتحاد الآسيوي (1): 2008
- كأس الاتحاد البحريني (1): 2009

### الاتفاق
- الدرجة الأولى (1): 2016

## روابط خارجية
- عبد الله عمر على موقع قاعدة بيانات كرة القدم.إي يو (الإنجليزية)
- عبد الله عمر على موقع ناشيونال فوتبول تيمز (الإنجليزية)
- عبد الله عمر على موقع عالم كرة القدم.نت (الإنجليزية)